# Svetlograd
Svetlograd (en russe : Светлоград) est une ville du kraï de Stavropol, en Russie, et le centre administratif du raïon Petrovski. Sa population s'élevait à 35 356 habitants en 2020.

## Géographie
Svetlograd se trouve dans le Caucase du Nord, sur la rivière Kalaous, à 77 km au sud-est de Stavropol et à 1 217 km au sud-sud-est de Moscou.

## Histoire
L'origine de Svetlograd remonte à la fondation en 1750 du village de Petrovskoïé (Петро́вское), qui reçut le statut de ville et le nom de Svetlograd en 1965.

## Population
La population compte 93,7 pour cent de Russes, 1,5 pour cent d'Arméniens, 1 pour cent d'Ukrainiens, 0,86 pour cent de Roms.
Recensements ou estimations de la population
| 1897* | 1907  | 1939*  | 1959*  | 1970*  | 1979*  |
| ----- | ----- | ------ | ------ | ------ | ------ |
| 8 665 | 8 996 | 18 000 | 24 256 | 30 932 | 33 612 |

| 1989*  | 2002*  | 2010*  | 2012   | 2013   | 2014   |
| ------ | ------ | ------ | ------ | ------ | ------ |
| 37 213 | 39 370 | 38 520 | 38 559 | 38 323 | 38 099 |

| 2015   | 2016   | 2017   | 2018   | 2019   | 2020   |
| ------ | ------ | ------ | ------ | ------ | ------ |
| 37 819 | 37 515 | 36 935 | 36 358 | 35 745 | 35 356 |

## Économie
La région de Svetlograd est dominée par l'agriculture et la ville elle-même n'a que quelques entreprises industrielles dans les secteurs des produits alimentaires, du textile et des matériaux de construction.
La ville dispose d'une gare sur la ligne de chemin de fer de Stavropol – Boudionnovsk. Il existe une liaison ferroviaire directe de Svetlograd à Elista.

## Jumelages
- Rakitovo (Bulgarie) depuis 1981